# Strychnos madagascariensis
Strychnos madagascariensis är en tvåhjärtbladig växtart som beskrevs av Jean Louis Marie Poiret. Strychnos madagascariensis ingår i släktet Strychnos och familjen Loganiaceae. Inga underarter finns listade i Catalogue of Life.